# Michał Lizak
Michał Lew Lizak (ur. 31 grudnia 1974 w Szczecinie) – polski adwokat, sędzia Trybunału Stanu w kadencji 2005-2007

## Życiorys
W 1998 ukończył studia na Wydziale Prawa i Administracji Uniwersytetu Szczecińskiego. Od 1998 do 1999 pracował w gabinecie wojewody i biurze prawnym Urzędu Wojewódzkiego w Szczecinie. Od 1999 do 2001 zatrudniony na Uniwersytecie Szczecińskim w Katedrze Prawa Rzymskiego i Doktryn Politycznych i Prawnych. Po odbyciu w latach 1999–2003 aplikacji, w 2003 uzyskał uprawnienia adwokata. Od tego czasu prowadzi kancelarię adwokacką Lizak, Stankiewicz, Królikowski. Autor publikacji popularnonaukowych i nauczyciel przedmiotów prawnych w szkołach policealnych.
W kadencji 2005–2007 zasiadał w Trybunale Stanu z rekomendacji posłów Ligi Polskich Rodzin, Samoobrony RP i Polskiego Stronnictwa Ludowego.